# Сома Ломбардо
Со̀ма Ломба̀рдо (на италиански: Somma Lombardo; на ломбардски: Suma, Сума) е град и община в Северна Италия, провинция Варезе, регион Ломбардия. Разположен е на 300 m надморска височина. Населението на общината е 17 934 души (към 2018 г.).